# Wilhelm Hertenstein
Wilhelm Hertenstein (ur. 5 maja 1825, zm. 27 listopada 1888 w Zurychu), szwajcarski polityk, członek Rady Związkowej od 21 marca 1879 do 27 listopada 1888. Był ministrem obrony.
Był członkiem Radykalno-Demokratycznej Partii Szwajcarii.
Pełnił funkcje wiceprezydenta (1887) i prezydenta (1888) Konfederacji. Zmarł podczas pełnienia urzędu. Jego obowiązki przejął wiceprezydent Bernhard Hammer.